# 濱海阿爾卑斯山脈

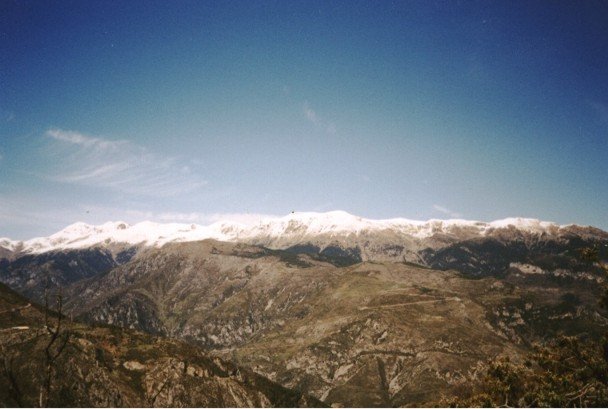

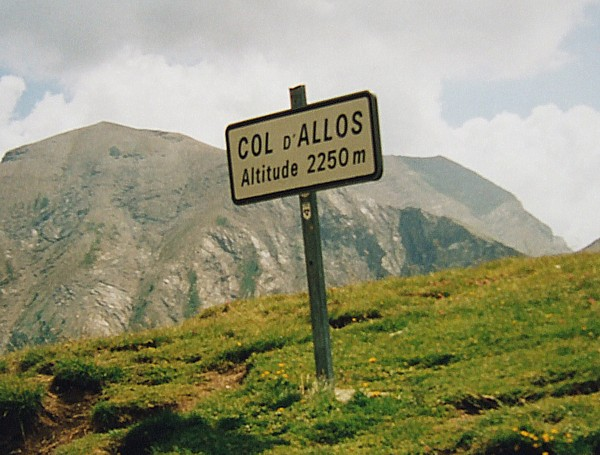

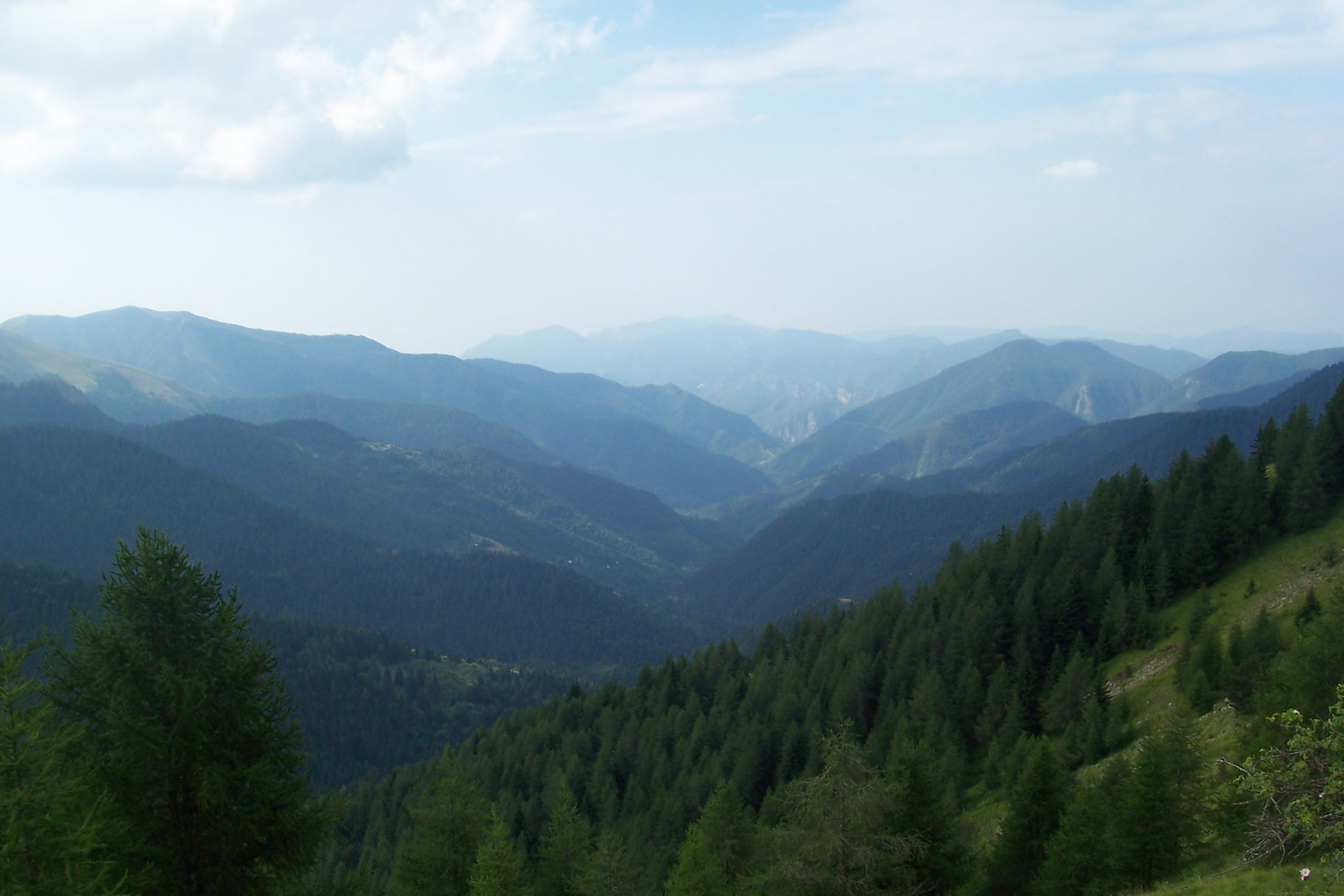

濱海阿爾卑斯山脈（法语：Alpes maritimes）是歐洲的山脈，是西阿爾卑斯山脈的一部分，橫跨法國的庫內奧省和因佩里亞省與意大利的濱海阿爾卑斯省，最高點海拔高度3,297米。

## 外部連結
- Italian official cartography (Istituto Geografico Militare - IGM); on-line version: www.pcn.minambiente.it （页面存档备份，存于）
- French  official cartography (Institut Géographique National - IGN); on-line version:  www.geoportail.fr （页面存档备份，存于）